# Gryllotalpa vineae
Gryllotalpa vineae är en insektsart som beskrevs av Bennet-clark 1970. Gryllotalpa vineae ingår i släktet Gryllotalpa och familjen mullvadssyrsor. Inga underarter finns listade i Catalogue of Life.